# Swertiinae
Swertiinae es una subtribu de plantas con flores perteneciente a la familia de las gentianáceas. El género tipo es: Swertia L.

## Géneros
- Aliopsis Omer & Qaiser =~ Gentianella Moench
- Aloitis Raf. = Gentianella Moench
- Anagallidium Griseb. =~ Swertia L.
- Arctogentia Á. Löve = Gentianella Moench
- Bartonia Muhl. ex Willd.
- Chionogentias L. G. Adams = Gentianella Moench
- Comastoma (Wettst.) Toyok. ~ Gentianella Moench
- Frasera Walter ~ Swertia L.
- Gentianella Moench
- Gentianopsis Ma
- Halenia Borkh.
- Jaeschkea Kurz
- Kingdon-Wardia C. Marquand = Swertia L.
- Latouchea Franch.
- Lomatogoniopsis T. N. Ho & S. W. Liu ~ Swertia L.
- Lomatogonium A. Braun
- Megacodon (Hemsl.) Harry Sm.
- Obolaria L.
- Ophelia D. Don = Swertia L.
- Parajaeschkea Burkill = Gentianella Moench
- Pitygentias Gilg = Gentianella Moench
- Pleurogyna Eschsch. ex Cham. & Schltdl. = Lomatogonium A. Braun
- Pleurogyne Eschsch. ex Griseb. = Swertia L.
- Pleurogynella Ikonn. = Lomatogonium A. Braun
- Pterygocalyx Maxim. ~ Gentianopsis Ma
- Selatium G. Don = Gentianella Moench
- Swertia L.
- Swertopsis Makino = Swertia L.
- Synallodia Raf. = Swertia L.
- Tesseranthium Kellogg = Swertia L.
- Veratrilla (Baill.) Franch.